# Залем (Лауенбург)
Залем (њем. Salem) општина је у њемачкој савезној држави Шлезвиг-Холштајн. Једно је од 131 општинског средишта округа Херцогтум Лауенбург. Према процјени из 2010. у општини је живјело 559 становника. Посједује регионалну шифру (AGS) 1053107.

## Географски и демографски подаци
Залем се налази у савезној држави Шлезвиг-Холштајн у округу Херцогтум Лауенбург. Општина се налази на надморској висини од 38 метара. Површина општине износи 25,1 km². У самом мјесту је, према процјени из 2010. године, живјело 559 становника. Просјечна густина становништва износи 22 становника/km².